# Matilde Rosa Araújo
Matilde Rosa Lopes de Araújo GOIH (Lisboa, 20 de Junho de 1921 - Lisboa, 6 de Julho de 2010) foi uma escritora portuguesa, especializada em literatura infantil.

## Biografia
Matilde Rosa Araújo nasceu e viveu em Lisboa, em 1921, tendo estudado em casa com professores particulares até ter entrado na Faculdade de Letras da Universidade Clássica de Lisboa, em 1945. Foi professora, leccionando a disciplina de Português e de Literatura Portuguesa na Escola Industrial Fonseca de Benevides em Lisboa. Foi formadora de professores na Escola do Magistério Primário de Lisboa.
Foi autora de mais de 40 livros (contos e de poesia para adultos) e de mais de duas dezenas de livros de contos e poesia para crianças. Dedicou-se à defesa dos direitos das crianças através da publicação de livros e de intervenções em organismos com actividade nesta área, como a UNICEF em Portugal.
Em 1980, recebeu o Grande Prémio de Literatura para Crianças, da Fundação Calouste Gulbenkian, e o prémio para o melhor livro infantil, pela mesma fundação, em 1996, pelo seu trabalho Fadas  Verdes (livro de poesias de 1994).
Matilde Rosa Araújo recebeu o grau de Grande-Oficial da Ordem do Infante D. Henrique (8 de março de 2003) e, em maio de 2004, foi distinguida com o Prémio Carreira, da Sociedade Portuguesa de Autores.
O Município da Trofa instituiu, com o apoio do Instituto Camões, o Concurso Lusófono da Trofa – Prémio Matilde Rosa Araújo, que visa promover e premiar obras de literatura infantil e de ilustração de autores de língua oficial portuguesa.
Encontra-se colaboração da sua autoria na revista Mundo Literário  (1946-1948). Faleceu, em 6 de julho de 2010, na sua casa em Lisboa.
Matilde tinha 2 irmãos, nunca casou nem teve filhos.

### Morte
A escritora Matilde Rosa Araújo tinha 89 anos quando morreu em sua casa em Lisboa na madrugada de 6 de Julho de 2010. O seu corpo esteve em câmara ardente na Sociedade Portuguesa de Autores, donde saiu para o Talhão dos Artistas do Cemitério dos Prazeres, em Lisboa.

## Obras
- A Garrana (ficção, 1943)
- Estrada Sem Nome (ficção, 1947)
- A Escola do Rio Verde (1950)
- O Livro da Tila (literatura infantil, 1957)
- O Palhaço Verde (literatura infantil, 1960), (considerado como o melhor livro estrangeiro, pela associação Paulista de Críticos de Arte de São Paulo, em 1991)
- Praia Nova (ficção, 1962)
- História de um Rapaz (1963)
- O Cantar da Tila (poemas para a juventude, 1967)
- O Sol e o Menino dos Pés Frios (literatura infantil, 1972)
- O Reino das Sete Pontas (1974)
- O Gato Dourado (literatura infantil, 1977)
- Balada das Vinte Meninas (literatura infantil, 1977)
- As Botas do Meu Pai (literatura infantil, 1977)
- Camões Poeta, Mancebo e Pobre (literatura infantil, 1978)
- Mistérios (literatura infantil, 1980)
- Voz Nua (poesia, 1982)
- A Velha do Bosque (literatura infantil, 1983)
- A Infância Lembrada (antologia, 1986)
- A Estrada Fascinante (1988)
- O Passarinho de Maio (literatura infantil, 1990)
- As Fadas Verdes (literatura infantil, 1994)
- O Chão e a Estrela (ficção, 1997)
- Capuchinho cinzento (literatura infantil, 2005)
- Lucilina e Antenor (2008)
- História de uma flor, ilustrações de João Fazenda (2008)